# Девриент, Макс
Макс (Максимилиан Пауль) Девриент (нем. Max (Maximilian Paul) Devrient; 12 декабря 1857, Ганновер — 14 июня 1929, Кур, Швейцария) — германский театральный актёр, большую часть жизни проработавший в Австро-Венгрии.

## Биография
Происходил из известной актёрской семьи Девриентов, был сыном актёра Карла Августа Девриента и его второй жены, Йоханны Блок. Учился в Цербстской гимназии, где специализировался на филологии, и затем в Берлинской консерватории. Дебютировал в 1878 году на сцене придворного театра в Дрездене, исполнив роль Бертрана в «Орлеанской деве» по пьесе Фридриха Шиллера. В 1881 году перешёл в Рингтеатр Вены; с 1882 года служил в венском Бургтеатре. В 1889 году стал постоянным актёром труппы Бургтеатра, в 1902 году пожизненным членом труппы и в 1922 году почётным её членом. С 1910 года был одним из постановщиков пьес в Бургтеатре, с 1920 года — главным режиссёром. Был женат на актрисе Бабетте Райнхольд, с 1889 по 1932 год игравшей в труппе Бургтеатра.
Считался одним из крупнейших немецкоязычных актёров рубежа XIX—XX веков, исполнявшим очень широкий диапазон ролей: комических и трагических, в классических и современных на тот момент пьесах. Известен исполнением главных ролей во многих пьесах авторства Уильяма Шекспира, Фридриха Шиллера, Иоганна Вольфганга Гёте, в том числе ролями Юлия Цезаря (Шекспир) и Мефистофеля (Гёте).